# Банк низкообогащённого урана МАГАТЭ
Банк низкообогащенного урана (сокр. БНОУ) Международного агентства по атомной энергии — хранилище физического запаса низкообогащенного урана общей массой до 90 метрических тонн, пригодного для изготовления топлива для стандартного легководного ядерного реактора. Расположен на территории АО «Ульбинский металлургический завод» в Усть-Каменогорске (Казахстан).

## История
Впервые идею создания БНОУ предложил Фонд «Инициатива по сокращению ядерной угрозы» (англ. Nuclear Threat Initiative) в 2006 году . В декабре 2010 года Совет управляющих МАГАТЭ одобрил проект БНОУ МАГАТЭ. 27 августа 2015 года Казахстан и МАГАТЭ подписали Соглашение о размещении БНОУ МАГАТЭ на территории Республики Казахстан.

## Открытие
Официальная церемония открытия состоялась 29 августа 2017 года в Астане и была приурочена к Международному дню действий против ядерных испытаний. В ней приняли участие Президент Казахстана Нурсултан Назарбаев и Генеральный директор МАГАТЭ Юкия Амано. В ходе церемонии Президент Казахстана Нурсултан Назарбаев передал Генеральному директору МАГАТЭ Юкия Амано символические ключи от БНОУ .

## Контроль, использование, транзит НОУ
БНОУ представляет собой обеспечение гарантированной поставки ядерного топлива государствам-членам МАГАТЭ, использующих атомную энергетику в мирных целях, в случае дестабилизации рынка или нарушения действия других существующих механизмов поставок топлива для атомных электростанций. БНОУ функционирует под полным контролем и находится в официальном юридическом владении МАГАТЭ.
Условия обеспечения безопасности и сохранности Банка НОУ МАГАТЭ регулируются законодательством Казахстана с учетом
всех необходимых положений норм безопасности МАГАТЭ и его руководящих документов по физической безопасности. Кроме того, к
Банку НОУ МАГАТЭ будут применяться гарантии МАГАТЭ в соответствии с Соглашением о всеобъемлющих гарантиях между
Казахстаном и МАГАТЭ и Дополнительным протоколом к нему .
АО «Ульбинский металлургический завод» обладает более чем 60-летним
опытом безопасного и надежного хранения ядерного материала, в том числе НОУ, и обращения с ним.
Перевозка НОУ в прочных стальных контейнерах цилиндрической формы будет осуществляться транзитом через Российскую Федерацию и Китайскую Народную Республику.
18 июня 2015 года Россия и МАГАТЭ подписали соглашение о транзите через территорию России НОУ для нужд атомной энергетики, его реализация обеспечит возможность поставок этого вещества в БНОУ в Казахстане и обратно в государства, имеющие право на такие поставки .
12 апреля 2017 года Китай и МАГАТЭ подписали соглашение о транзите через территорию Китая НОУ, в рамках которого Китай обеспечит безопасность перевозок НОУ через свою территорию в интересах БНОУ .

## Финансирование
На создание банка и его функционирование в течение как минимум десяти лет были выделены около 150 миллионов долларов  :
- Фонд "Инициатива по сокращению ядерной угрозы" – 50 млн долл. США
- Соединенные Штаты Америки – 49,5 млн долл. США
- Европейский Союз – до 25 млн евро (в том числе до 5 млн евро для обеспечения сохранности)
- Объединенные Арабские Эмираты – 10 млн долл. США
- Государство Кувейт – 10 млн долл. США
- Королевство Норвегия – 5 млн долл. США
- Республика Казахстан – 400 000 долл. США и взносы в натуральной форме

## См.также
- Официальный сайт МАГАТЭ
- Раздел о БНОУ МАГАТЭ на официальном сайте МАГАТЭ
- Сайт Ульбинского металлургического завода